# Penisola di Foxe
     Nunavut
     Groenlandia
     Quebec
     Terranova e Labrador
     Manitoba
     Ontario

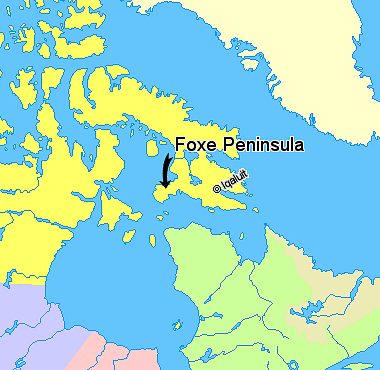
Penisola di Foxe, nel Nunavut, Canada.
Nunavut
Groenlandia
Quebec
Terranova e Labrador
Manitoba
Ontario

La penisola di Foxe è una penisola situata nell'estremità meridionale dell'isola di Baffin, nella Regione di Qikiqtaaluk dello stato del Nunavut, in Canada. 

## Caratteristiche
La penisola si protende al di fuori dell'estremità meridionale dell'isola di Baffin in direzione sudovest, dividendo il bacino di Foxe e lo stretto di Hudson. La sua punta occidentale è Capo Queen; a sudest si trova la piccola borgata Inuit di Cape Dorset. Nell'Inuksuk Point, sulla costa occidentale, si trovano più di 100 inuksuit, i caratteristici ometti di pietra.
La penisola di Foxe è lunga 241 km e larga da 80 a 161 km.
La denominazione deriva dall'esploratore inglese Luke Foxe, che ha dato il nome anche al bacino di Foxe e al canale di Foxe.